# Parlamentswahl im Libanon 1996
Parlamentswahlen wurden im Libanon zwischen dem 18. August und dem 15. September 1996 abgehalten. Unabhängige Kandidaten gewannen die Mehrheit der Sitze, obwohl die meisten von ihnen als Mitglieder verschiedener Blöcke betrachtet wurden. Die Wahlbeteiligung lag bei 43,3 Prozent. Es gab 1.113.130 Wähler.

## Ergebnisse
| Partei                                   | Anteil  | Sitze | +/- |
| ---------------------------------------- | ------- | ----- | --- |
| Amal-Bewegung                            | 6,25 %  | 8     | +3  |
| Hisbollah                                | 5,47 %  | 7     | −1  |
| Progressiv-Sozialistische Partei         | 3,91 %  | 5     | 0   |
| Syrische Soziale Nationalistische Partei | 3,91 %  | 5     | −1  |
| Arabisch-Sozialistische Baath-Partei     | 1,56 %  | 2     | 0   |
| Armenische Revolutionäre Föderation      | 0,78 %  | 1     | 0   |
| Sozialdemokratische Hntschak-Partei      | 0,78 %  | 1     | 0   |
| Demokratisch-liberale Partei             | 0,78 %  | 1     | +1  |
| Islamische Gruppe                        | 0,78 %  | 1     | −2  |
| Toilers League                           | 0,78 %  | 1     | 0   |
| Nasseristische Volksorganisation         | 0,78 %  | 1     | 0   |
| Versprechenspartei                       | 0,78 %  | 1     | 0   |
| al-Habasch                               | 0 %     | 0     | −1  |
| Kataeb-Partei                            | 0 %     | 0     | Neu |
| Arabische Demokratische Partei           | 0 %     | 0     | −1  |
| Unabhängige                              | 73,44 % | 94    | +2  |
| Gesamt                                   | 100 %   | 128   | +29 |
| Quelle: Nohlen et al.                    |         |       |     |

Von den 94 unabhängigen Abgeordneten wurden 66 als Mitglieder verschiedener Blöcke betrachtet:
- 25 im Hariri-Block
- 13 im Birri-Block (plus die acht Abgeordneten der Amal-Bewegung)
- 5 im Hrawi-Block
- 5 im Murr-Block
- 4 im Dschumblat-Block (plus die fünf Abgeordneten der Progressiv-Sozialistische Partei)
- 4 im Huss-Block
- 4 im Faranjiyyah-Block
- 3 im Block der Armenischen Revolutionären Föderation (plus ein Abgeordneter der Partei)
- 2 im Hisbollah-Block (plus die sieben Hisbollah-Abgeordneten)
- 1 im Hubayqa-Block (plus der Abgeordnete der Versprechenspartei)